# Universidade Federal do Amazonas
Die Universidade Federal do Amazonas (UFAM, deutsch: Bundesuniversität von Amazonas) ist eine 1909 gegründete bundesstaatliche öffentliche Universität mit Sitz in Manaus im brasilianischen Bundesstaat Amazonas.